# Seattle SuperSonics 1978-1979
La stagione 1978-79 dei Seattle SuperSonics fu la 12ª nella NBA per la franchigia.
I Seattle SuperSonics vinsero la Pacific Division della Western Conference con un record di 52-30. Nei play-off vinsero la semifinale di conference con i Los Angeles Lakers (4-1), la finale di conference con i Phoenix Suns (4-3), vincendo poi il titolo battendo nella finale NBA con i Washington Bullets (4-1).

## Western Conference
| Squadra             | V  | P  | %    | GB |
| ------------------- | -- | -- | ---- | -- |
| Seattle S.Sonics C  | 52 | 30 | 63,4 | -  |
| Phoenix Suns        | 50 | 32 | 61   | 2  |
| L.A. Lakers         | 47 | 35 | 57,3 | 5  |
| Portland T. Blazers | 45 | 37 | 54,9 | 7  |
| San Diego Clippers  | 43 | 39 | 52,4 | 9  |
| G.S. Warriors       | 38 | 44 | 46,3 | 14 |

## Roster
| \| Pos. \| Num. \| Naz. \| Nome \| Altezza \| Peso \| Data nascita \| Provenienza \| \| ---- \| ---- \| ---- \| ---------------- \| ------- \| ------ \| ------------ \| ------------------- \| \| C \| 21 \| \| Awtrey, Dennis \| 208 cm \| 107 kg \| 22-02-1948 \| Santa Clara \| \| G \| 32 \| \| Brown, Fred \| 191 cm \| 83 kg \| 07-08-1948 \| Iowa \| \| C \| 22 \| \| Hansen, Lars \| 208 cm \| 102 kg \| 14-09-1954 \| Washington \| \| G \| 10 \| \| Hassett, Joe \| 196 cm \| 82 kg \| 11-09-1955 \| Providence \| \| G \| 24 \| \| Johnson, Dennis \| 193 cm \| 84 kg \| 18-09-1954 \| Pepperdine \| \| A \| 27 \| \| Johnson, John \| 201 cm \| 91 kg \| 18-10-1947 \| Iowa \| \| A/C \| 23 \| \| LaGarde, Tom \| 208 cm \| 100 kg \| 10-02-1955 \| North Carolina \| \| A \| 22 \| \| Robinson, Jackie \| 198 cm \| 95 kg \| 20-05-1955 \| UNLV \| \| A/C \| 8 \| \| Shelton, Lonnie \| 203 cm \| 109 kg \| 19-10-1955 \| Oregon State \| \| A/C \| 43 \| \| Sikma, Jack \| 211 cm \| 104 kg \| 14-11-1955 \| Illinois Wesleyan \| \| A/C \| 35 \| \| Silas, Paul \| 201 cm \| 100 kg \| 12-07-1943 \| Creighton \| \| G/AP \| 11 \| \| Snyder, Dick \| 196 cm \| 94 kg \| 01-02-1944 \| Davidson \| \| A \| 42 \| \| Walker, Wally \| 201 cm \| 86 kg \| 18-07-1954 \| Virginia \| \| G \| 1 \| \| Williams, Gus \| 188 cm \| 79 kg \| 10-10-1953 \| Southern California \| | Allenatore - Lenny Wilkens Assistente/i - Les Habegger - Frank Furtado Legenda - (C) Capitano - (FA) Free agent - (S) Sospeso - (TW) Contratto Two-way - (GL) Assegnato a squadra G League affiliata - Infortunato Roster • Transazioni · Ultima transazione: 28 giugno 1979 |                        |                  |         |        |              |                     |
| Pos. | Num. | Naz.                   | Nome             | Altezza | Peso   | Data nascita | Provenienza         |
| C | 21 | Stati Uniti (bandiera) | Awtrey, Dennis   | 208 cm  | 107 kg | 22-02-1948   | Santa Clara         |
| G | 32 | Stati Uniti (bandiera) | Brown, Fred      | 191 cm  | 83 kg  | 07-08-1948   | Iowa                |
| C | 22 | Canada (bandiera)      | Hansen, Lars     | 208 cm  | 102 kg | 14-09-1954   | Washington          |
| G | 10 | Stati Uniti (bandiera) | Hassett, Joe     | 196 cm  | 82 kg  | 11-09-1955   | Providence          |
| G | 24 | Stati Uniti (bandiera) | Johnson, Dennis  | 193 cm  | 84 kg  | 18-09-1954   | Pepperdine          |
| A | 27 | Stati Uniti (bandiera) | Johnson, John    | 201 cm  | 91 kg  | 18-10-1947   | Iowa                |
| A/C | 23 | Stati Uniti (bandiera) | LaGarde, Tom     | 208 cm  | 100 kg | 10-02-1955   | North Carolina      |
| A | 22 | Stati Uniti (bandiera) | Robinson, Jackie | 198 cm  | 95 kg  | 20-05-1955   | UNLV                |
| A/C | 8 | Stati Uniti (bandiera) | Shelton, Lonnie  | 203 cm  | 109 kg | 19-10-1955   | Oregon State        |
| A/C | 43 | Stati Uniti (bandiera) | Sikma, Jack      | 211 cm  | 104 kg | 14-11-1955   | Illinois Wesleyan   |
| A/C | 35 | Stati Uniti (bandiera) | Silas, Paul      | 201 cm  | 100 kg | 12-07-1943   | Creighton           |
| G/AP | 11 | Stati Uniti (bandiera) | Snyder, Dick     | 196 cm  | 94 kg  | 01-02-1944   | Davidson            |
| A | 42 | Stati Uniti (bandiera) | Walker, Wally    | 201 cm  | 86 kg  | 18-07-1954   | Virginia            |
| G | 1 | Stati Uniti (bandiera) | Williams, Gus    | 188 cm  | 79 kg  | 10-10-1953   | Southern California |